# Boarmia agoraea
Boarmia agoraea là một loài bướm đêm trong họ Geometridae.